# Luis Santibañez
Luis Alberto Santibáñez Díaz (Antofagasta, 1936. február 7. – Santiago, 2008. szeptember 5.) chilei labdarúgóedző.

## Pályafutása
1966-ban a Deportivo Antofagastánál kezdte a pályafutását. Edzőként négy chilei bajnokságot nyert. Egy alkalommal az Unión San Felipe (1971) és három alkalommal az Unión Española (1973, 1975, 1977) csapatával.  
1977 és 1982 között a chilei válogatott szövetségi kapitánya volt. 1977. június 15-én egy Skócia elleni barátságos mérkőzésen mutatkozott be a válogatott élén. Vezetésével ezüstérmet szereztek az 1979-es Copa Américán és kijutottak a Spanyolországban rendezett 1982-es világbajnokságra, ahol Ausztria, az NSZK és Algéria ellen léptek pályára.
1981 és 1982 között az Universidad Católica, 1982-ben az Universidad Chile csapatánál dolgozott. 1985-ben a Barcelona SC vezetőedzőjeként ecuadori bajnoki címet szerzett. 

## Sikerei
Unión San Felipe
- Chilei bajnok (1): 1971

Unión Española
- Chilei bajnok (3): 1973, 1975, 1977

Barcelona SC
- Ecuadori bajnok (1): 1985